# Leata (Automarke)
Leata (ausgesprochen „LII-tah“) war eine kurzlebige US-amerikanische Automobilmarke, die Mitte der 1970er-Jahre auf dem Markt war. Herstellerin war die Stinebaugh Manufacturing Company in Post Falls (Idaho).

## Markengeschichte
Das Unternehmen war in den 1960er-Jahren vom Maschinisten und Erfinder Don E. Stinebaugh gegründet worden und stellte ATVs für professionelle Anwendungen her, das größte davon mit sechs Rädern und drei angetriebenen Achsen. Eine Besonderheit war deren handgefertigte Karosserie aus Fiberglas, die einem verkleinerten Ford Modell A nachempfunden war Erfolgreich war auch ein von Stinebaugh entwickelter Motor für Motorschlitten. Stinebaugh erhielt im Lauf seines Lebens 48 Patente.
Die Produktion lief von 1975 bis etwa 1978.

## Modell Leata

### Technik
Der Leata war aus zugekauften Komponenten hergestellt. Das Chassis baute ein Spezialbetrieb für Rennwagenbau in Spokane für Stinebaugh. Es hatte den kurzen Radstand von 1778 mm (70 Zoll), unabhängige Radaufhängungen vorn und rundum Schraubenfedern. (Zum Vergleich: Der Radstand des Smart Fortwo beträgt 1812 mm.) Es gab eine hydraulische Zweikreisbremsanlage. Die Räder hatten Stahlgürtel-Radialreifen der Dimension BR 78 × 13. Der Tank fasste 38 Liter (10 US-Gallonen).
Zumindest die ersten drei Exemplare erhielten Continental-Vierzylindermotoren mit 60 bhp (44,75 kW). Getriebe kamen von BorgWarner, Hinterachsen lieferte Spicer, das kleine Sportlenkrad stammte aus dem Katalog des Autozuhehörhändlers J.C. Whitney und viele andere Komponenten kamen von Ford.
Kostengründe und Probleme mit den Abgasvorschriften bewogen Stinebaugh, statt des Continental-Motors den Pinto-Motor von Ford mit 2,3 Liter Hubraum, elektronischer Zündung und einer Leistung von 83 bhp (61,9 kW) zu verwenden. Die Ersparnis pro Einheit betrug US$ 180.
Der Leata enthielt Teile, die im gut sortierten Fachhandel oder bei Autovertretungen vorrätig waren. Die Betriebsanleitung listete deren Herkunft genau auf um die Ersatzteilsuche zu erleichtern.

### Konstruktion
Der Leata war eine Familienangelegenheit; außer dem Chassis wurde das Auto im eigenen Haus montiert. Don E. Stinebaugh war der Chef, seine vier Söhne waren zuständig für die mechanische Bearbeitung, die Herstellung der Karosserie oder die Innenausstattung. Weitere Aufgaben übernahmen Neffen des Gründers. In der Tat war es eine von Stinebaughs Absichten, damit seine vier Söhne „zu beschäftigen und von Ärger fernzuhalten“, wie er sich ausdrückte. Stinebaugh legte Wert auf Qualität und gute Verarbeitung; unter den Mitarbeitern galt er als „detailversessen“.
Geplant war ein Ausstoß von einem Auto täglich.

### Design
Der Leata war als reiner Zweisitzer ausgelegt. Das erste Modell war ein Coupé oder „Berlinetta“. Entworfen wurde die Karosserie wiederum von Stinebaugh. Dass dieser beeindruckt war vom Styling des ersten Lincoln Continental zeigt sich auch am Leata mit einer sich zuspitzenden Motorhaube, abgesetzten Kotflügeln in der Art des VW Käfer, (wahrscheinlich auch aus Kostengründen) geraden Scheiben und sogar einem Continental Kit am Heck das, wie im Prospekt vermeldet wurde, am Chassis montiert war. Es war also ein Retrodesign wie es, allerdings weniger ausgeprägt, auch von großen Herstellern gepflegt wurde.
Innen orientierte sich Stinebaugh mehr an Hot Rods. Die Bezüge der Einzelsitze wie auch Tür- und Seitenverkleidungen bestehen aus metallisch schimmerndem Vinyl mit diagonal abgesteppten Einsätzen in den Sitzen. Der Boden ist mit einem weichen Nylonteppich belegt. Das Armaturenbrett erscheint schnörkellos mit schwarzen Anzeigen und weißen Ziffern; der Träger stammt wohl auch von Ford. Es gab Echtholz-Einlagen die auch mit passendem Vinyl bezogen erhältlich waren. Stinebaugh legte besonderen Wert darauf, dass alle verwendeten Materialien schwer entflammbar waren.

### Sicherheit
Fiberglas wurde auch deshalb für die Karosserie verwendet, weil dieses Material ab einer gewissen Stärke zur Steifigkeit der Konstruktion beiträgt. Dass das funktionierte, zeigte sich als Stinebaugh für den vorgeschriebenen Crashtest einen Leata vor versammelter Lokalpresse mit 40 mph (ca. 65 km/h) gegen eine Betonmauer prallen ließ. Danach stieg er ein, fuhr das Auto weg und forderte die „Großen Drei“ (General Motors, Ford und Chrysler) heraus, das nachzumachen.
Die Fahreigenschaften selber dürften ziemlich eindrücklich sein; das Fahrzeug ist immerhin kürzer als ein Smart aber deutlich stärker motorisiert und leichter. Ein Kunde überschlug sich mit seinem Leata ebenfalls mit 40 mph, das Fahrzeug rutschte danach auf dem Dach 20 Meter weiter. Er stieg unverletzt aus und drehte es auf die Räder. Es zeigte sich, dass der Leata weiterhin fahrbar war. Danach schnitten die Stinebaughs das demolierte Dach ab und ersetzten es durch ein neues.

### Marketing
Die spärliche Produktwerbung war nüchtern und sachlich. Ohnehin setzte Stinebaugh mehr auf Mundpropaganda, um seine sehr beschränkten Produktionskapazitäten auszulasten. Angestrebt wurde ein Verkaufspreis unter US$ 3000.
In eine der damaligen Kategorien lässt sich der Leata kaum einordnen. Am ehesten passt er in die in den 1990er Jahren definierte Kleinstwagen-Klasse. Der Leata wurde nie als Kit Car angeboten, obwohl sein Aufbau ähnlich war und auch der Pseudo-Oldtimerstil dazu gepasst hätte.

### Varianten
Die weitgehende Konstruktion von Hand erlaubte es, mit Varianten zu experimentieren. So entstand mindestens ein Cabriolet und auch ein Pick-up auf einem längeren Chassis mit 2388 mm (94 Zoll) Radstand wurde gebaut. Auch eine etwas gestrecktere, geschlossene Version wurde ausprobiert. Obwohl „Sedan“ genannt, handelte es sich um den Zweiplätzer mit etwas Raum hinter den Sitzen.
Für 1976 wurden nur noch Coupé und Pick-up angeboten. Der Preis stieg auf US$ 3295; das war US$ 500 mehr als ein Ford Pinto kostete. Dabei war das Auto nicht einmal profitabel. Angeblich soll eine Warteliste mit 2000 Kunden bestanden haben.
Die Produktion endete Anfang 1976 sang- und klanglos. Insgesamt wurden nur 22 Leatas gebaut, davon 18 Coupés, das Cabrio, drei Pick-ups und der „Sedan“. Danach wurde Karosserieformen und Inventar verkauft.
Es war nie ganz klar, für welches Marktsegment das Auto eigentlich entworfen worden war. Er war nicht luxuriös, nicht besonders elegant oder sportlich, bot nur zwei Personen Platz und konnte bemerkenswert wenig Gepäck mitführen. Das Unternehmen leistete sich zeitweilig einen Marketingchef. Möglicherweise hätte dieser mit genügend Zeit das Auto auf eine bestimmte Zielgruppe ausrichten können.

## Modell Cabalero
Schließlich bekam der Marketingleiter eine neue Aufgabe. Stinebaugh war auf die Idee gekommen, Chevrolet Chevettes zu kleinen Luxusautos umzurüsten. Dazu formte er, wiederum aus Fiberglas, spezielle Karosserieteile. Der Leata Cabalero (mit nur einem „l“ geschrieben) war viel größeren Personal Luxury Cars nachempfunden, erinnerte von vorn aber auch an den Toyota Cressida der ersten Generation. Wiederum gab es ein Coupé und einen Pick-up. Für Letzteren baute er einen Rahmen, um der selbsttragenden Karosserie des Chevette die notwendige Steifigkeit zu geben.
Der 1977 präsentierte Cabalero war deutlich einfacher zu bauen als der Vorgänger. Ungefähr hundert Exemplare entstanden, Geld verdient wurde mit keinem.

## Sportwagen-Modelle
Es folgte eine Reihe großer Sportwagen, allesamt Einzelstücke im Retro-Look und zu einem Preis um US$ 75.000.

## Trivia
- „Leata“ ist Norwegisch und bedeutet in etwa „klein“ oder „niedlich“; dies war der Kosename von Stinebaughs Frau.[1]
- Ein junges Paar gab seinen Leata nach der ersten Überlandfahrt zurück. Es war mit 90 mph (knapp 145 km/h) in eine Geschwindigkeitskontrolle geraten und fürchtete sich nun vor dem Auto.[2]
- Stinebaugh verlor nach eigenen Angaben US$ 750.000 mit seinem Ausflug in den Automobilbau.[5]